# Lochieu
Lochieu korábbi község (település) Franciaországban, Ain megyében. 2019. január 1-jén Brénaz, Chavornay és Virieu-le-Petit községgel egyesült és Arvière-en-Valromey új község része lett. 
Lakosainak száma 86 fő (2018. január 1.). Lochieu Anglefort, Brénaz, Champagne-en-Valromey, Corbonod és Virieu-le-Petit községekkel határos.

## Népesség
A település népességének változása:
| Lakosok száma | 88   | 80   | 65   | 73   | 86   | 93   | 95   | 90   | 87   | 86   |
|               | 1968 | 1975 | 1982 | 1999 | 2006 | 2011 | 2013 | 2016 | 2017 | 2018 |